# 마키노 사다미치
마키노 사다미치(일본어: 牧野貞通, 1707년 9월 19일 ~ 1749년 10월 23일)는 에도 시대 중기의 다이묘이다. 휴가 노베오카번 제2대 번주, 히타치 가사마번 초대 번주를 지냈다. 나리사다계 마키노가(成貞系牧野家) 제4대 당주.
| 전임 마키노 나리나카 | 제2대 노베오카번 번주 (미카와 마키노가) 1719년 ~ 1747년 | 후임 나이토 마사키 |

| 전임 이노우에 마사쓰네 | 제1대 가사마번 번주 (미카와 마키노가) 1747년 ~ 1749년 | 후임 마키노 사다나가 |

| 전임 도키 요리토시 | 제18대 교토 쇼시다이 1742년 ~ 1749년 | 후임 마쓰다이라 스케쿠니 |